# リアルタイム検索
リアルタイム検索（リアルタイムけんさく、Real-time search）は、Twitterなどのリアルタイム・ウェブサービスの書き込み等を、「秒単位」で検索結果に反映・追加していく仕様のインターネット検索のこと。

## 概要
Twitterによって普及し、追随する形でGoogleが2009年10月から開始したことで定着した（日本語版は2010年2月12日から開始）。
どちらも検索画面に自動的に新着記事が追加されていく点では共通しているが、Twitterでは新着記事数のみが画面上方に表示され、それをクリックすることで内容が表示されるのに対して、Googleでは次々に記事の内容自体が反映され、古い記事は自動的に下方に押し出されていく点で、少し仕様が異なる。代わりにGoogleのリアルタイム検索画面には、流れを止めるための「Pause」「一時停止」ボタンが付いている。
また、Twitterのリアルタイム検索が、Twitter内の記事（つぶやき）のみを検索対象としているのに対して、Googleのリアルタイム検索は、Twitter等様々なSNSの記事に加え、マスメディアの記事も検索対象にしており、より幅広い情報を扱うものとなっている。
2011年7月になると、リアルタイム検索はアクセス不能になり、 Googleサイドバーの「リアルタイム」のリンクも表示されなくなり、オリジナルのURLにはGoogleの生成するカスタムの404エラーページが表示されるようになった。Googleは当初、この中断はGoogle+の開始に伴う一時的なものだとしていたが、後にTwitterとのツイートへのアクセス提供協定の期限が切れたためであると告知した。
2011年6月14日、Yahoo! JAPANでリアルタイム検索サービスを開始した。Googleでのリアルタイム検索機能が使えなくなった現在は、Yahoo!JAPANがその役目を果たしている。ただ、米Yahoo!では、リアルタイム検索サービスを行っていない。

## Googleリアルタイム検索の使用方法
Googleでは、ニュース、画像、動画の検索結果同様、時事性が高い検索対象については自動的に通常の検索結果画面の上位にリアルタイム検索部分も表示されるが、そうでなければ通常の検索結果画面の上位には表示されない仕様になっている。
したがって、リアルタイム検索の結果のみを表示したい場合は、画面上部の「Show options...」「検索ツールを表示」を押し、サイドバーから「Latest」「最新」を選択する必要がある。

## Yahoo! JAPAN リアルタイム検索の特徴
ああYahoo!検索のリアルタイム検索では、Twitterに投稿されたツイート（つぶやき）、FacebookやInstagramの投稿をYahoo!検索の「リアルタイム検索」で検索できる仕様になっている。
検索できるツイートは、非公開に設定されていない日本語のツイートである。検索できるFacebookの投稿は、「公開」に設定されているものである。
検索できるInstagramの投稿は、一部の人気アカウントである。
また、Yahoo! JAPAN独自の基準によって、問題があると考えられるツイート（つぶやき）や投稿は自動的に判定され、検索結果に反映されない場合がある。